# Oberharz am Brocken
Oberharz am Brocken település Németországban, azon belül Szász-Anhalt tartományban. Lakosainak száma 9676 fő (2023. december 31.). Oberharz am Brocken Blankenburg és Thale községekkel határos.

## Népesség
A település népességének változása:
| Lakosok száma | 11 333 | 10 563 | 10 451 | 9873 | 9754 | 9676 |
|               | 2014   | 2017   | 2019   | 2021 | 2022 | 2023 |